# Piper carniconnectivum
Piper carniconnectivum är en pepparväxtart som beskrevs av C. Dc.. Piper carniconnectivum ingår i släktet Piper och familjen pepparväxter. Inga underarter finns listade i Catalogue of Life.